# John Pohl (Eishockeyspieler)
John August „Johnny“ Pohl (* 29. Juni 1979 in Rochester, Minnesota) ist ein ehemaliger US-amerikanischer Eishockeyspieler, der im Verlauf seiner aktiven Karriere zwischen 1998 und 2010 unter anderem 115 Spiele für die St. Louis Blues und Toronto Maple Leafs in der National Hockey League (NHL) auf der Position des Centers bestritten hat. Darüber hinaus absolvierte Pohl annähernd 300 weitere Partien in der American Hockey League (AHL). Pohls Frau ist Krissy Wendell, die ebenfalls als Eishockeyspielerin aktiv war.

## Karriere
Pohl wuchs in Red Wing auf und galt während seiner Zeit an der Red Wing High School als einer der herausragenden Spieler. Im Frühjahr 1998 wurde er, nachdem er in 28 Spielen insgesamt 107 Scorerpunkte erzielt hatte, zum Minnesota Mr. Hockey gewählt, eine jährliche Auszeichnung an den besten High-School-Eishockeyspieler in Minnesota. Im NHL Entry Draft 1998 wurde Pohl in der neunten Runde an insgesamt 255. Position von den St. Louis Blues aus der National Hockey League (NHL) ausgewählt. Anschließend spielte er zunächst für die University of Minnesota. Der Höhepunkt war dabei der Gewinn der nationalen Meisterschaft der National Collegiate Athletic Association (NCAA) im Jahr 2002, als Pohl im Endspiel des Frozen-Four-Turnieres gegen die University of Maine, nachdem er bereits zum zwischenzeitlichen 2:1 getroffen hatte, sowohl kurz vor Spielschluss zum Ausgleich als auch in der Overtime zum Siegtreffer ein Assist gab. In vier Jahren an der University of Minnesota erzielte Pohl insgesamt 200 Punkte, davon 71 Tore und 129 Assists.
In der Saison 2002/03 gab Pohl bei den Worcester IceCats in der American Hockey League (AHL) sein Debüt als professioneller Eishockeyspieler. In 58 Spielen erzielte er 26 Tore und gab 32 Assists. Im Mai 2003 wurde er für die Weltmeisterschaft in die Nationalmannschaft der Vereinigten Staaten berufen. In sechs Spielen erzielte der Stürmer sieben Punkte, dennoch schnitt die US-Nationalmannschaft mit dem 13. Platz unterdurchschnittlich ab. In der Spielzeit 2003/04 absolvierte Pohl für die Blues sein erstes Spiel in der NHL. Jedoch konnte er sich nicht in der Mannschaft durchsetzen und spielte weiterhin für die Worcester IceCats in der AHL. Nach der Lockout-Saison 2004/05 wurde Pohl im August 2005 von den St. Louis Blues zu den Toronto Maple Leafs transferiert. Nachdem er in der Spielzeit 2005/06 in sieben Spielen in der NHL eingesetzt worden war und vornehmlich im Farmteam, den Toronto Marlies zum Einsatz kam, schaffte er im Jahr darauf den Durchbruch.
Zur Saison 2008/09 wechselte der US-Amerikaner zum HC Lugano. Nachdem er die Erwartungen nicht erfüllen konnte, wurde sein Vertrag im Januar 2009 aufgelöst. In 22 Spielen für die Schweizer erzielte er drei Tore und gab 22 Assists. Zuvor hatte er als Leihspieler für den HC Davos am Spengler Cup 2008 teilgenommen. Anschließend unterzeichnete er einen Vertrag beim Frölunda HC in Schweden. Wenige Monate später kehrte er erneut nach Nordamerika zurück und schloss sich den in der AHL beheimateten Chicago Wolves an. Pohl gelang mit dem Team der Einzug in die Playoffs, in denen die Mannschaft in den Division Finals in sieben Partien gegen die Texas Stars unterlag und aus dem Wettbewerb ausschied. Im August 2010 beendete er seine aktive Laufbahn als Profi.

## Erfolge und Auszeichnungen
| - 1998 Minnesota Mr. Hockey - 2000 WCHA Second All-Star Team - 2000 WCHA All-Academic Team - 2001 WCHA All-Academic Team - 2002 WCHA First All-Star Team - 2002 WCHA All-Academic Team | - 2002 NCAA-Division-I-Championship mit der University of Minnesota - 2002 NCAA Championship All-Tournament Team - 2002 NCAA West Player of the Year - 2002 NCAA West First All-American Team - 2006 Teilnahme am AHL All-Star Classic |

## Karrierestatistik

### International
Vertrat die USA bei:
- Weltmeisterschaft 2003

(Legende zur Spielerstatistik: Sp oder GP = absolvierte Spiele; T oder G = erzielte Tore; V oder A = erzielte Assists; Pkt oder Pts = erzielte Scorerpunkte; SM oder PIM = erhaltene Strafminuten; +/− = Plus/Minus-Bilanz; PP = erzielte Überzahltore; SH = erzielte Unterzahltore; GW = erzielte Siegtore; 1 Play-downs/Relegation; Kursiv: Statistik nicht vollständig)